# Gołygów Drugi
Gołygów Drugi (Gołygów II) – osada wsi Głuchów w Polsce, położona w województwie łódzkim, w powiecie łódzkim wschodnim, w gminie Tuszyn.
W latach 1975–1998 miejscowość należała administracyjnie do województwa piotrkowskiego.